# John McConnell (activista por la paz)
John McConnell (22 de marzo de 1915 - 20 de octubre de 2012) fue el fundador y creador del Día de la Tierra, un luminario con una mayor pasión por la paz, la religión y la ciencia a lo largo de su vida. Él originó y promovió las ideas principales de aliviar el sufrimiento humano y promover el bien común. Sus intereses incluyen propuestas para resolver muchos de los problemas críticos que enfrenta la humanidad hoy en día.

## Primeros años
John McConnell nació el 22 de marzo de 1915 en Davis City, Iowa. Su padre fue un predicador de la Iglesia Pentecostal. Su interés en la Tierra comenzó por primera vez en 1939 mientras trabajaba en una fábrica de plásticos. Al darse cuenta de lo mucho que la fabricación de plástico contaminaba la Tierra, su preocupación por la ecología creció, sobre todo en aquella época en que la preocupación por el medio ambiente era rara. Desde entonces, él ha sido un creyente de por vida de la paz y el amor. Durante la Segunda Guerra Mundial, él creía que el amor y la oración pueden ser más poderosos que las bombas. "El 31 de octubre de 1957, justo después del primer Sputnik, John McConnell escribió un editorial titulado "Hacer nuestro satélite un símbolo de esperanza", pidiendo la cooperación pacífica en la exploración del Espacio como una visible "Estrella de la Esperanza" del Satélite. Debido a este acontecimiento fue reconocido por todo los Estados Unidos. Esto incluso le llevó a crear la organización Estrella de Esperanza para fomentar la cooperación internacional en el Espacio.

### Activista por la paz
En 1959 para perseguir su sueño de paz, John McConnell se trasladó a California, donde él y su coeditor, Erling Toness, fundaron la "Mountain View". Junto con el "Mountain View", organizó una campaña muy exitosa en San Francisco titulado "Comidas para millones". Esta campaña se llevó a cabo en 1962 para alimentar a miles de refugiados de Hong Kong. En 1963, después de la campaña "Comidas para millones", McConnell trabajó en otra campaña llamada "Minuto para la Paz". Trabajó en "Minuto para la Paz" durante siete años después de "Comidas para millones". Comenzó su campaña "Minuto para la Paz" con una emisión el 22 de diciembre de 1963, con el que termina el período de duelo del presidente John F. Kennedy. El 26 de junio de 1963 McConnell habló en la Convención de la Asociación Nacional de Educación en el Madison Square Garden, donde el público se reunió para un "Minuto para la Paz".

### Día de la Tierra
La preocupación de John McConnell por el medio ambiente creció a finales de 1950 y principios de 1970. Fue un cristiano que creía en que los seres humanos tienen la obligación de cuidar de la tierra, y para compartir sus recursos por igual, basado en pasajes como el Salmo 115:16 "La tierra se ha dado a los hijos de los hombres". Se conmovió cuando vio la primera imagen de la tierra impresa en la revista Life. Más tarde ese mismo cuadro se convirtió en el símbolo de la bandera del Día de la Tierra que él diseñó y creó. La bandera de El Día de la Tierra fue presentada en el "Whole Earth Catalogue" y se ha utilizado desde entonces, en todo el mundo, para mostrar su apoyo a los esfuerzos para ayudar a la gente y el planeta.